# Alberto Cabrera
Alberto Pedro Cabrera (Bahía Blanca, 16 dicembre 1945 – 12 agosto 2000) è stato un cestista argentino.

## Carriera
Con l'Argentina ha disputato due edizioni dei Campionati mondiali (1967, 1974) e i Giochi panamericani di Cali 1971.